# Wolfram Apprich
Wolfram Apprich (* 1964) ist ein deutscher Theaterregisseur.
Apprich wurde zunächst an der Otto-Falckenberg-Schule in München zum Schauspieler ausgebildet und studierte Theaterwissenschaft an der Ludwig-Maximilian-Universität in München. Anschließend arbeitete er als Regieassistent an den Münchner Kammerspielen und dem Bayerischen Staatsschauspiel.
Seit 1992 arbeitete Apprich als freier Regisseur u. a.am Bayerischen Staatsschauspiel München, am Badischen Staatstheater Karlsruhe, am Landestheater Tübingen, am Stadttheater Konstanz, am Staatstheater Oldenburg, am Deutschen Theater Göttingen, am Theater Osnabrück, am Schauspielhaus Graz, am Theater Baden-Baden und am Saarländischen Staatstheater.
Von 2010/2011 bis Ende Spielzeit 2019/20 war er Schauspieldirektor des Schleswig-Holsteinischen Landestheaters.